# Nemacladus ramosissimus
Nemacladus ramosissimus är en klockväxtart som beskrevs av Thomas Nuttall. Nemacladus ramosissimus ingår i släktet Nemacladus och familjen klockväxter. Inga underarter finns listade i Catalogue of Life.